# Barbonville
Barbonville ist eine französische Gemeinde mit 431 Einwohnern (Stand 1. Januar 2022) im Département Meurthe-et-Moselle in der Region Grand Est (vor 2016 Lothringen). Sie gehört zum Arrondissement Lunéville und zum Kanton Lunéville-2. Die Einwohner nennen sich Barbonvillois(es).

## Geografie
Die Gemeinde liegt etwa 19 Kilometer südöstlich von Nancy im Süden des Départements Meurthe-et-Moselle. Nachbargemeinden sind Vigneulles im Nordwesten und Norden, Damelevières und Charmois im Osten, Méhoncourt im Südosten, Romain und Haussonville im Süden und Südwesten sowie Saffais im Westen. Die Gemeinde besteht aus dem Dorf Barbonville sowie den Weilern Sainte-Marie und Le Nil. Der Fluss Meurthe bildet die nordöstlicheGemeindegrenze. Nur kleine Teile der Gemeinde im Westen der Gemeinde sind von Wald bedeckt.

## Geschichte
Der Ort wird 1114 in der Form Barbanvilla erstmals in einem Dokument erwähnt. Barbonville gehörte historisch zum Herzogtum Lothringen, das 1766 an Frankreich fiel. Bis zur Französischen Revolution lag die Gemeinde dann im Grand-gouvernement de Lorraine-et-Barrois. Von 1793 bis 1801 war die Gemeinde dem Distrikt Lunéville zugeteilt. Barbonville wechselte mehrfach den Kanton. Von 1793 bis 1801 war sie Teil des Kantons Blainville, von 1801 bis 1819 des Kantons Gerbéviller und von 1801 bis 2015 des Kantons Bayon. Seit 1801 ist Barbonville zudem dem Arrondissement Lunéville zugeordnet. Die Gemeinde lag bis 1871 im alten Département Meurt(h)e. Seither bildet sie einen Teil des Départements Meurthe-et-Moselle.

## Bevölkerungsentwicklung
| Jahr                       | 1962 | 1968 | 1975 | 1982 | 1990 | 1999 | 2007 | 2019 |
| Einwohner                  | 222  | 207  | 241  | 312  | 359  | 335  | 384  | 433  |
| Quellen: Cassini und INSEE |      |      |      |      |      |      |      |      |

## Verkehr
Barbonville liegt abseits bedeutender Verkehrswege. In der Nachbargemeinde Damelevières gibt es eine eigene Haltestelle an der Bahnstrecke von Lunéville nach Nancy. Die  N333 (Regionaler Teil der N4 Paris-Nancy-Strassburg) führt einige Kilometer nördlich der Gemeinde vorbei. Für den regionalen Verkehr ist die D140 wichtig, die durch das Dorf führt.

## Sehenswürdigkeiten
- Dorfkirche Saint-Remy aus dem 19. Jahrhundert
- Denkmal und Gedenkplatte für die Gefallenen[2][3]